# 宁夏回族自治区人民代表大会常务委员会
宁夏回族自治区人民代表大会常务委员会（简称宁夏回族自治区人大常委会）是宁夏回族自治区人民代表大会的常设机关，对宁夏回族自治区人民代表大会负责并报告工作。

## 历史沿革
中华人民共和国1954年宪法及地方组织法并未规定设置一级行政区人大的常务机关。在人民代表大会闭会期间，其职能由自治区人民政府或人民委员会行使。
1979年7月，第五届全国人民代表大会第二次会议通过《关于修正中华人民共和国宪法若干规定的决议》，其中规定：“县和县以上地方各级人民代表大会设立常务委员会，它是本级人民代表大会的常设机关”。1980年1月8日至15日，召开宁夏回族自治区第四届人民代表大会第二次会议，选举产生第四届人大常委会。1981年7月1日，宁夏回族自治区人大常委会机关由银川市老城自治区人民政府办公楼迁至新市区纬四路综合楼办公。

## 机构设置
- 办公厅
  - 秘书处
  - 研究室
  - 人事处
  - 宣传信息处
  - 行政处
  - 信访处
  - 接待处
  - 离退休干部服务处
  - 机关服务中心
  - 宁夏人大编辑部
  - 信息中心
- 法制工作委员会
- 监察和司法工作委员会
- 预算工作委员会
- 教育科学文化卫生工作委员会
- 民族宗教外事侨务工作委员会
- 代表联络与选举任免工作委员会
- 农业与农村工作委员会
- 环境与资源保护工作委员会

## 历届组成人员

### 第四届
- 任期：1980年1月－1983年4月
- 主任：马青年
- 副主任：史玉林、张俊贤、李微冬、齐安昌、黄执中、鹿鸣、马有德
- 秘书长：

### 第五届
- 任期：1983年4月－1988年5月
- 主任：马青年（1987年4月辞任） → 黑伯理（1987年4月增补）
- 副主任：张俊贤（1985年1月辞任）、马有德、黄执中、丁毅民、李庶民、郭文举、彭林柏、梁飞彪、冯茂（1984年4月增补）
- 秘书长：

### 第六届
- 任期：1988年5月－1993年5月
- 主任：马思忠
- 副主任：马腾霭、王燕鑫、梁飞彪、冯茂、文力、张仕儒、雷鸣
- 秘书长：李云桥

### 第七届
- 任期：1993年5月－1998年5月
- 主任：马思忠
- 副主任：白振华、文力、杨惠云、汪愚、马启新、张位正、张立志、周秋英（1996年4月当选）
- 秘书长：王一宁

### 第八届
- 任期：1998年5月－2003年1月
- 主任：毛如柏（2002年4月辞任） → 陈建国
- 副主任：马昌裔、周秋英、韩有为、黄超雄、刘兴中、师梦雄（2000年3月辞任）、陈敏求、洪维宗（1999年2月增选）
- 秘书长：李国芳

### 第九届
- 任期：2003年1月－2008年1月
- 主任：陈建国
- 副主任：马昌裔、韩有为、刘兴中（2007年1月辞任）、马骏廷、李国芳、余今晓、张小素、陈守信、马秀芬（2007年1月当选）
- 秘书长：刘天贵

### 第十届
- 任期：2008年1月－2013年1月
- 主任：陈建国
- 副主任：马瑞文、冯炯华、张小素、马秀芬、何学清、刘天贵
- 秘书长：肖云刚

### 第十一届
- 任期：2013年1月－2018年1月
- 主任：张毅 → 李建华（2013年4月23日当选，2017年5月25日辞任[3]） → 石泰峰（2017年6月22日补选[4]）
- 副主任：何学清（2015年1月8日辞任）、肖云刚、吴玉才、刘慧芳、王儒贵、孙贵宝、袁进琳（2015年1月23日当选）、马三刚（2016年1月15日当选）、左军（2016年1月15日当选[5]）、李锐（2017年1月14日当选）
- 秘书长：袁进琳（2015年1月8日辞任） → 徐力群（2015年1月23日补选[6]）

### 第十二届
- 任期：2018年1月－2023年1月
- 主任：石泰峰（2019年11月29日辞任） → 陈润儿（2020年1月15日当选，2022年5月9日辞任） → 梁言顺（2022年5月21日当选）
- 副主任：李锐（2021年1月辞任）、姚爱兴、左军（2021年1月辞任）、吴玉才（2021年1月辞任）、彭友东（2022年4月18日辞任）、董玲、杨玉经（2021年2月1日当选）、沈凡（2021年2月1日当选）、沈左权（2021年2月1日当选）、白尚成（2022年1月23日当选）
- 秘书长：徐力群（2021年1月26日辞任） → 王文宇（2021年2月1日当选）

### 第十三届
- 任期：2023年1月－
- 主任：梁言顺（2024年8月辞任） → 李邑飞（2025年1月当选）
- 副主任：白尚成、董玲、杨培君、杨玉经、沈凡、沈左权
- 秘书长：王文宇